# Sławomir Kryszkowski
Sławomir Kryszkowski (ur. 15 października 1961 w Gostyninie) – polski menedżer, były wicewojewoda i wojewoda jeleniogórski.

## Życiorys
Ukończył studia ekonomiczne w Szkole Głównej Planowania i Statystyki w Warszawie oraz prawnicze na Uniwersytecie Warszawskim. W 2007 na SGH obronił doktorat w zakresie organizacji i zarządzania.
Pod koniec lat 80. pracował jako starszy inspektor w PKO BP oddział w Gostyninie, następnie został zatrudniony w Przedsiębiorstwie Farmaceutycznym Jelfa Od 1990 do 1994 w urzędzie wojewódzkim w Jeleniej Górze był kolejno dyrektorem wydziału, pełnomocnikiem wojewody i wicewojewodą jeleniogórskim. Do 1997 zasiadał w zarządzie Zakładu Energetycznego w Jeleniej Górze.
W rządzie Jerzego Buzka w 1998 z rekomendacji Akcji Wyborczej Solidarność zajmował stanowisko wojewody jeleniogórskiego, ostatniego w historii tego województwa. Od 1999 do 2006 wchodził w skład zarządu Jelfy, m.in. przez kilka lat jako prezes zarządu tego przedsiębiorstwa.
W 2005 został odznaczony Srebrnym Krzyżem Zasługi.